# Diera-Zehren
Diera-Zehren est une commune de Saxe (Allemagne), située dans l'arrondissement de Meissen, dans le district de Dresde. Elle regroupe plusieurs villages de vignobles et se trouve au nord de l'arrondissement, à 6 km au nord-ouest de Meissen et à 16 km au sud de Riesa.

## Municipalité
- La commune de Diera-Zehren regroupe les villages suivants sur la rive gauche de l'Elbe: Hebelei, Keilbusch, Mischwitz, Naundorf, Niederlommatzsch, Niedermuschütz, Oberlommatzsch, Obermuschütz, Schieritz (connu pour son château de Schieritz), Seebschütz, Seilitz, Wölkisch, Zehren.
- Sur la rive droite de l'Elbe: Diera, Golk, Karpfenschänke, Kleinzadel, Löbsal, Naundörfel, Nieschütz et Zadel (connu pour son château de Proschwitz).

## Histoire
Zehren est mentionné pour son castellum (château) de Cirin en l'an 1003 par l'évêque Thietmar de Mersebourg. Diera est mentionnée en 1205 pour la première fois. Ces terres sont habitées depuis les temps anciens, colonisées par les Sorabes, elles le sont aussi durablement par les Germains au fil des siècles.